# Hodejovec
Hodejovec (in ungherese: Kerekgede, in tedesco: Kleingeis) è un comune della Slovacchia facente parte del distretto di Rimavská Sobota, nella regione di Banská Bystrica.
Il villaggio è citato per la prima volta nel 1246. All'epoca costituiva un feudo dei conti Hunt-Poznan. Nel XV secolo passò ai Kaplai e ai Plóczi, e nel XVI secolo al castello di Hajnáčka, quando venne saccheggiato dai turchi. Dal 1938 al 1944 venne annesso dall'Ungheria.